# Opus magnum (alquimia)

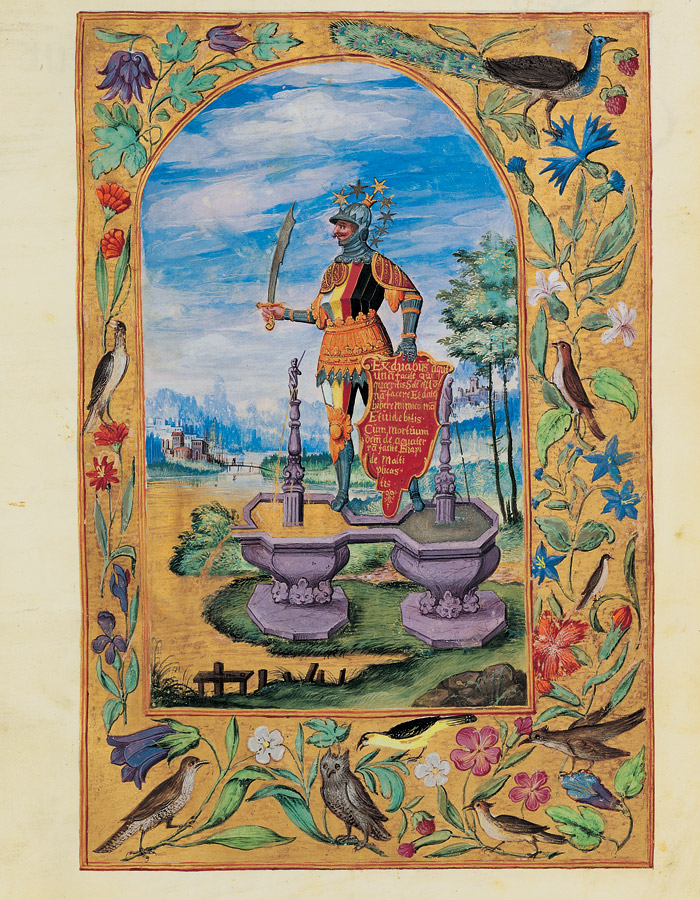
Colores de la Gran obra vistos sobre el pectoral de una figura del Splendor Solis.

Opus magnum o gran obra es un término alquímico para el proceso de creación de la llamada piedra filosofal. Se ha utilizado para describir la transmutación personal y espiritual en la tradición hermética, atribuido a procesos de laboratorio y cambios químicos del color, usado como un modelo para el proceso de individuación y como un recurso en arte y literatura. El opus magnum ha continuado en movimientos de la nueva era y neoherméticos, los cuales otorgaban a veces un nuevo simbolismo y significado al proceso. Originalmente tenía cuatro etapas:
- nigredo, ennegrecimiento o melanosis
- albedo, blanqueamiento o leucosis
- citrinitas, amarilleamiento o xantosis
- rubedo, enrojecimiento, purpúreo, o iosis

El origen de estas cuatro fases se puede remontar al menos hasta el siglo I. Zósimo de Panópolis escribió que era conocido por María la Judía. Después del siglo XV, muchos escritores tendieron a comprimir la citrinitas en la rubedo y considerar sólo tres etapas. A veces se mencionan otras etapas de color, sobre todo la cauda pavonis (cola de pavo real) en la que aparecen una variedad de colores.
Al Opus magnum se le atribuye una variedad de símbolos alquímicos. Aves como el cuervo, el cisne y el fénix podrían ser usados para representar la progresión a través de los colores.
Cambios similares de color se podían ver en el laboratorio, donde, por ejemplo, la negrura de la materia en descomposición, quemada o fermentada sería asociada con la nigredo.

## Expansión de las cuatro etapas
Algunos autores alquímicos se basaron en el modelo de tres o cuatro colores para enumerar una variedad de etapas químicas a realizar. Aunque éstas se dispusieron a menudo en grupos de siete o doce etapas, hay poca coherencia en los nombres de estos procesos, su número, su orden o su descripción.
Varios documentos alquímicos fueron usados directa o indirectamente para justificar estas etapas. La Tabla de Esmeralda es el documento más antiguo que dice que proporciona una "receta". Otros incluyen el Mutus Liber, Las doce llaves de Basilius Valentinus, los emblemas de Steffan Michelspacher y Las doce puertas de George Ripley. Las etapas dadas por Ripley son:
1. Calcinación
2. Solución (o disolución)
3. Separación
4. Conjunción
5. Putrefacción
6. Congelación
7. Cibación
8. Sublimación
9. Fermentación
10. Exaltación
11. Multiplicación
12. Proyección

En otro ejemplo del siglo XVI, Samuel Norton ofrece las siguientes catorce etapas:
1. Purgación
2. Sublimación
3. Calcinación
4. Colmamiento
5. Fijación
6. Solución
7. Separación
8. Conjunción
9. Putrefacción en azufre
10. Solución de azufre corporal
11. Solución de azufre de luz blanca
12. Fermentación en elixir
13. Multiplicación en virtud
14. Multiplicación en cantidad

Algunos alquimistas también difundieron pasos para la creación de medicamentos y sustancias, que poco tienen que ver con el Opus magnum. El lenguaje críptico y a menudo simbólico utilizado para describir añade confusión, pero es evidente que no existe una única receta estándar paso a paso dada para la creación de la piedra filosofal.

## Opus magnum en literatura y entretenimiento
A veces una obra maestra artística es modelada en torno al Opus magnum alquímico. Más que la mención simple de la alquimia dentro de la historia, obras maestras como Finnegans Wake siguen el proceso de transmutación, tejiendo su narrativa entera con simbolismo alquímico. La revista académica Cauda Pavonis, que había sido publicada por diversas universidades desde 1980, exploró estas conexiones en el arte y la literatura. Recientemente, John Granger ha acuñado la frase alquimia literaria para describir estas tendencias en la ficción popular.